# Deniz Koyu
Deniz Akcakoyunlu, más conocido como Deniz Koyu, es un DJ, y productor alemán, de origen turco. Actualmente reside en los Países Bajos. Sus producciones están orientadas hacía el progressive y el electro house. En 2012, quedó al margen del Top 100 DJs Poll, la encuesta anual realizada por la revista DJmag, ubicándose en el puesto #136. Desde 2016 produce bajo el alias KO:YU.

## Biografía
Su camino para convertirse en un músico cuando comenzó sus estudios de piano a muy temprana edad. No pasó mucho tiempo hasta que descubrió su entusiasmo por los sintetizadores y tambores, y tuvo la influencia de artistas como Depeche Mode, Daft Punk, Kraftwerk o Cassius. 
Sus primeras producciones datan del año 2007, para el sello independiente alemán Scream And Shout donde trabajó con artistas como Micha Moor y realizó remixes para otros artistas alemanes como es el caso de Yanou y Bodybangers.
Lograría un alto reconocimiento dentro de la escena electrónica en el 2011, con el lanzamiento de “Tung”, un homenaje a una de las producciones de Steve Angello (Who's Who? – Not So Dirty, del 2005) lanzado por el sello del holandés Fedde le Grand, Flamingo Recordings. El sencillo “Hertz” y sus remixes para James Blunt del tema “Dangerous” y de “Turn It Down” para Kaskade, también han captado la atención de la escena siendo respaldado por DJs prestigiosos como, Swedish House Mafia, Fedde Le Grand, Avicii, Alesso, Erick Morillo, David Guetta, Calvin Harris, entre otros.
Fue nombrado como una de las máximas talentos de la música electrónica, considerado como una de las revelaciones del 2011.
Ya en 2012, siguió colaborando de cerca con Fedde le Grand, en la coproducción realizada junto a Johan Wedel, “Turn It” y remixando el éxito “So Much Love”. En agosto de ese mismo año lanzó su colaboración con Wynter Gordon en "Follow You". Para el sello de Sebastian Ingrosso, Refune Records, lanzó dos producciones; una en junio de 2012 “Bong”, y en marzo de 2013, la titulada “Rage”.
En febrero de 2013, se editó su coproducción “Halo”, junto al DJ australiano Dirty South. En 2014, lanza el título “Ruby” por el sello Axtone Records, propiedad de Axwell.
En 2016 adoptó su nuevo nombre artístico KO:YU con el lanzamiento del sencillo "Don't Wait" junto al rapero británico Example.

## Discografía

### Sencillos

#### KO:YU
2017:
- A Way Home (con Don Palm) [Spinnin' Records]

2016:
- Don't Wait (con Example) [SPRS]

#### Deniz Koyu
2020:
- Flavours (con Nø Signe)[8]
- Next To You[9][Protocol Recordings]
- Go[10][Spinnin' Records]
- Destiny (con Nicky Romero feat. Alexander Tidebrink)[11][Protocol Recordings]
- Feel It (con Magnificence)[12] [Musical Freedom]

2019:
- Enemy (Con Ralph Felix & MPH) [STMPD RCRDS]
- Lost Soul [Protocol Recordings]
- Automatic [Spinnin' Records]
- Eclipse [Spinnin' Records]

2018:
- Paradise (Con Nicky Romero y Walk Off The Earth) [Protocol Recordings]
- Atlantis [Spinnin' Records]

2016:
- Roads (con Dimitri Vegas & Like Mike) [Smash The House/Descarga gratuita]
- Aviators (Lift) (Con Don Palm) [Protocol Recordings]

2015:
- Never Alone (con Thomas Gold) [Protocol Recordings]
- The Way Out (con Amba Shepherd) [Protocol Recordings]
- Lift (con Don Palm) [Protocol Recordings]
- Sonic [Spinnin' Records]

2014:
- Goin' Down (con twoloud) [Spinnin' Records]
- To The Sun [Axtone Records]
- Ruby [Axtone Records]

2013:
- Rage [Refune Records]
- Halo (con Dirty South) [Phazing Records]

2012:
- Follow You feat. Wynter Gordon [Big Beat Records]
- Bong [Refune Records]
- Turn It (con Fedde Le Grand & Johan Wedel) [Flamingo Recordings]

2011:
- Hertz [Flamingo Recordings]
- Tung! [Flamingo Recordings]
- Hydra [Joia Records]

2010:
- Milton & The Nodheads [Scream and Shout Recordings]
- Lose Control (feat. Jason Caesar) [Scream and Shout Recordings]
- Time Of Our Lives (feat. Shena) [Scream and Shout Recordings]
- Grunge / Magnitude [Scream and Shout Recordings]
- What We Are [Scream and Shout Recordings]

2009:
- Feel This
- The Young Ones [Scream and Shout Recordings]

2007:
- Taste Me / Smash Up [Scream and Shout Recordings]
- Nightfly (con Micha Moor) [Analyzed]

### Remixes
2020:
- Gryffin feat. Maia Wright - "Body Back" (Deniz Koyu Remix)[13]

2019:
- Alesso - "TIME" (Alesso & Deniz Koyu Remix)

2018:
- Nicky Romero & Deniz Koyu feat. Walk Off The Earth - "Paradise" (Deniz Koyu Festival Mix)
- Galantis – "Mama Look At Me Now" (Galantis X Deniz Koyu VIP Mix)

2016:
- Alesso feat. Nico & Vinz – "I Wanna Know" (Alesso & Deniz Koyu Remix)

2015:
- Nick Martin – "Red Lion" (Deniz Koyu Edit)
- Eddie Thoneick – "Solar" (Deniz Koyu Remix)
- Pep & Rash – "Rumors" (Deniz Koyu Remix)

2014:
- Röyksopp & Robyn – "Do It Again" (Deniz Koyu Remix)

2013:
- Krewella – "Live for the Night" (Deniz Koyu & Danny Ávila Remix)

2012:
- David Guetta feat. Taped Rai – "Just One Last Time" (Deniz Koyu Remix)
- Miike Snow – "Pretender" (Deniz Koyu Remix)
- Digitalism – "Zdarlight" (Fedde Le Grand & Deniz Koyu Remix)
- Zedd feat. Matthew Koma – "Spectrum" (Deniz Koyu Remix)
- Junkie XL feat. Isis Salam – "Off The Dancefloor" (Deniz Koyu Remix)
- Fedde Le Grand – "So Much Love" (Deniz Koyu Remix)

2011:
- Kaskade feat. Rebecca & Fiona – "Turn It Down" (Deniz Koyu Remix)
- Michael Canitrot & Ron Carroll – "When You Got Love" (Deniz Koyu Remix)
- James Blunt – "Dangerous" (Deniz Koyu & Johan Wedel Remix)
- Jean Elan feat. Cosmo Klein – "Feel Alive" (Deniz Koyu Remix)
- Flo Rida feat. Akon – "Who Dat Girl" (Deniz Koyu Remix)
- Amloop – "Caminhando E Cantando" (Deniz Koyu Remix)

2010:
- Alex Sayz & Hype Jones feat. Marío Vásquez – "Never Give Up" (Deniz Koyu Remix)
- John Dahlbäck – "Back To The Dancefloor" (Deniz Koyu Remix)
- Yenson – "My Feeling" (Deniz Koyu Sunrise Remix)
- Timofey & Bartosz Brenes Vs. Terri B! – "Heaven" (Deniz Koyu Remix)
- Dave Darell – "I Just Wanna Live" (Deniz Koyu Remix)

2009:
- Niels van Gogh – "Dreamer" (Deniz Koyu & Micha Moor Remix)
- Supafly Inc – "Get Down Tonight" (Deniz Koyu Remix)
- Stylistix – "How Soon" (Deniz Koyu Remix)
- Bodybangers – "Sunshine Day" (Deniz Koyu Remix)

2008:
- Capilari & Salvavida – "Oye Como Va" (Micha Moor & Deniz Koyu Remix)
- Guru Da Beat & Tres Amici – "One Love" (Deniz Koyu Remix)
- Yvan & Dan Daniel – "In Heaven (Join Me)" (Deniz Koyu Remix)
- Morandi – "Angels (Love Is The Answer)" (Deniz Koyu Remix)
- Atrocite – "Temptations" (Deniz Koyu Remix)
- Horny United vs. DJ Sign Feat. Vivi – "Oohhh" (Deniz Koyu Remix)

2007:
- Bodybangers – "Famous" (Deniz Koyu Remix)
- Kid Chris – "South Beach" (Micha Moor & Deniz Koyu Remix)
- Yanou – "A Girl Like You" (Deniz Koyu Remix)
- Jay North feat. Charles Thambi – "Drifting" (Deniz Koyu Mix)
- Micha Moor – "Space" (Deniz Koyu Remix)
- Atrocite feat. Mque – "Only You" (Deniz Koyu Mix)
- EmSlice & Denga – "So Sexy" (Deniz Koyu's Robotsex Remix)